# Пополе
По̀поле или Пополие (тъй като л е палатализиран се среща и днес неправилното изписване Пополье, на гръцки: Πόπολη, Пополи) е историко-географска област в Егейска Македония, Гърция.
Областта обхваща селата на север и изток от Костурското езеро между планините Вич (Вици) от север и Синяк (Синяцико) от юг. В Пополето влизат селата от дем Костур Тихолища (Тихио), Българска Блаца (Оксия), Вишени (Висиния), Кондороби (Метаморфоси), Фотинища (Фотини), Черешница (Поликерасос), Шестеово (Сидирохори), Горенци (Корисос), Чурилово (Агиос Николаос), Загоричани (Василиада), Бобища (Верга), Куманичево (Лития), Олища (Мелисотопос), Бъмбоки (Ставропотамос), Маврово (Маврохори), Кърпени (Крепени), Дупяк (Дипсилио), Личища (Поликарпи), Сетома (Кефалари), Нов чифлик (Хлои), Здралци (Амбелокипи) и Слимнища (Милица). Понякога към Пополето е причислявано и село Мокрени от дем Суровичево.